# WFV-Pokal 1993/94
Der WFV-Pokal 1993/94 war die 41. Austragung des Pokalwettbewerbs der Männer im württembergischen Amateurfußball. Titelverteidiger waren die TSF Ditzingen. Im Finale am 3. Mai 1994 setzte sich der im Ulmer Donaustadion gastgebende SSV Ulm 1846 in einem torreichen Spiel mit einem 6:0-Finalsieg über den Titelverteidiger durch und wurde zum fünften Mal Landespokalsieger.
Als Titelträger qualifizierte sich der SSV Ulm für den DFB-Pokal 1994/95, wo die Mannschaft nach einem Erstrundenerfolg über den 1. FC Nürnberg in der zweiten Runde im württembergischen Duell gegen den Bundesligisten VfB Stuttgart durch ein Tor von Dunga mit einer 0:1-Heimniederlage ausschied.

## Achtelfinale
| Datum             |                           | Ergebnis        |                              |
| ----------------- | ------------------------- | --------------- | ---------------------------- |
| 18. Dezember 1993 | 1. FC Normannia Gmünd     | 1:2             | GSV Maichingen               |
| 18. Dezember 1993 | TSV Wäldenbronn-Esslingen | 4:1             | TSV Merklingen               |
| 18. Dezember 1993 | VfL Kirchheim/Teck        | 3:0             | FC Viktoria Backnang         |
| 18. Dezember 1993 | FV Biberach               | 3:0             | FV Saulgau                   |
| 18. Dezember 1993 | SSV Ulm 1846              | 8:1             | FC Wangen 05                 |
| 5. Februar 1994   | SpVgg Ludwigsburg         | 0:0 (3:2 i. E.) | SSV Reutlingen 05            |
| 12. Februar 1994  | SV Böblingen              | 2:0             | Stuttgarter Kickers Amateure |
| 12. Februar 1994  | FV Bad Schussenried       | 1:3 n. V.       | TSF Ditzingen                |

## Viertelfinale
| Datum            |                                | Ergebnis        |                        |
| ---------------- | ------------------------------ | --------------- | ---------------------- |
| 19. Februar 1994 | VfL Kirchheim/Teck (OL)        | 0:0 (3:0 i. E.) | SpVgg Ludwigsburg (OL) |
| 19. Februar 1994 | GSV Maichingen (OL)            | 0:3             | SSV Ulm 1846 (OL)      |
| 19. Februar 1994 | TSV Wäldenbronn-Esslingen (VL) | 1:2             | TSF Ditzingen (OL)     |
| 19. Februar 1994 | SV Böblingen (VL)              | 0:1             | FV Biberach (VL)       |

## Semifinale
| Datum         |                   | Ergebnis        |                         |
| ------------- | ----------------- | --------------- | ----------------------- |
| 4. April 1994 | SSV Ulm 1846 (OL) | 2:0             | VfL Kirchheim/Teck (OL) |
| 4. April 1994 | FV Biberach (VL)  | 3:3 (3:4 i. E.) | TSF Ditzingen (OL)      |

## Endspiel
| SSV Ulm 1846                                   | SSV Ulm 1846 | TSF Ditzingen | TSF Ditzingen |
| ---------------------------------------------- | --- | --- | ------------- |
| SSV Ulm 1846                                   | \| 3. Mai 1994 in Ulm (Donaustadion) \| \| Ergebnis: 6:0 (4:0) \| \| Zuschauer: 2.000 \| \| Schiedsrichter: Eugen Strigel (Horb am Neckar) \| | \| 3. Mai 1994 in Ulm (Donaustadion) \| \| Ergebnis: 6:0 (4:0) \| \| Zuschauer: 2.000 \| \| Schiedsrichter: Eugen Strigel (Horb am Neckar) \| | TSF Ditzingen |
| SSV Ulm 1846                                   | Andreas Menger – Petr Škarabela, Steffen Grimminger, Dieter Märkle, Klaus Perfetto, Ralf Allgöwer, Marc Arnold, Torsten Raspe, Oliver Wölki (78. Hans-Joachim Seuferlein), Markus Beierle, Josef Zinnbauer (53. Dragan Trkulja) Cheftrainer: Paul Sauter | Andreas Kronenberg – Rainer Widmayer, Alexander Mencin, Uwe Schöler, Michael Rentschler (46. Steffen Schellenbauer), Andreas Broß, Markus Lösch, Christian Schwinger, Joachim Cast, Marcus Sorg (46. Kahraman Erdin), Sean Dundee Cheftrainer: Michael Feichtenbeiner | TSF Ditzingen |
| SSV Ulm 1846                                   | 1:0 Arnold (20.) 2:0 Allgöwer (22.) 3:0 Arnold (27., Foulelfmeter) 4:0 Beierle (32.) 5:0 Wölki (63.) 6:0 Wölki (77.) | | TSF Ditzingen |
| SSV Ulm 1846                                   | Cast | | TSF Ditzingen |
| 3. Mai 1994 in Ulm (Donaustadion)              | | |               |
| Ergebnis: 6:0 (4:0)                            | | |               |
| Zuschauer: 2.000                               | | |               |
| Schiedsrichter: Eugen Strigel (Horb am Neckar) | | |               |

## Weblink
- wuerttfv.de